# Pervouralsk
Pervouralsk (ru. Первоуральск) este un oraș din regiunea Sverdlovsk, Federația Rusă, cu o populație de 132.277 locuitori.